# Eupagia curvifascia
Eupagia curvifascia är en fjärilsart som beskrevs av Louis Beethoven Prout 1916. Eupagia curvifascia ingår i släktet Eupagia och familjen mätare. Inga underarter finns listade i Catalogue of Life.